# Penumbra: Overture
Penumbra: Overture é um jogo eletrônico de survival horror desenvolvido pela Frictional Games e publicado pela Paradox Interactive. Ele é o primeiro episódio da série de jogos Penumbra. Originalmente, foi concebido como a primeira parte de uma trilogia. Com o anúncio do segundo episódio, Penumbra: Black Plague, foi anunciado que o segundo jogo seria o capítulo final. No entanto, uma expansão foi lançada desde então: Penumbra: Requiem, fornecendo tecnicamente um terceiro capítulo à série.

## Jogabilidade
Muito embora a Frictional Games descreva Penumbra: Overture como uma aventura em primeira pessoa, o jogo combina os gêneros de survival horror, terror psicológico e aventura. O uso do mecanismo de física feito pela Newton Game Dynamics enfatiza os enigmas baseados em física, bem como o Combate, que também é baseado na física. O jogo também aproveita a inteligência artificial avançada para responder de forma realista a ruídos e luz, criando uma jogabilidade baseada em esconder-se do campo de visão dos inimigos. Não existem armas de fogo no jogo, então, durante o combate, o jogador está limitado a lutas de combate corpo a corpo improvisadas como, por exemplo, um martelo ou picareta,[carece de fontes?] ou jogando objetos em criaturas atacantes. O jogo é projetado para enfatizar o stealth e evitar conflito diretos. Por exemplo, Philip pode fechar as portas atrás dele para impedir temporariamente que os inimigos o ataquem.

Quando o jogador fica fora do campo de visão dos inimigos, as bordas da tela adquirem cor azul

O principal foco do jogo é a exploração com a clássica interação de objetos em jogos de aventura: examinar e colecionar objetos para utilizá-los nas resoluções de enigmas. Estes envolvem principalmente encontrar chaves ou outros objetos que podem ser utilizados de maneira independente ou em combinação com outros para solucionar certos problemas. Além desses enigmas baseados em inventário, Penumbra: Overture também oferece vários quebra-cabeças baseados em física onde certos objetos devem ser movidos ou manipulados em tempo real.
Objetos que fazem parte do ambiente, como portas, gavetas e interruptores de máquinas, devem ser abertos ou manipulados usando movimentos realistas que espelham seu uso no mundo real, e certas obstruções só podem ser limpas utilizando determinados objetos de uma maneira específica; por exemplo, para resolver um dos quebra-cabeças do jogo, um jogador pode optar por empilhar caixas e barris de forma a permitir que o jogador possa pular além de um obstáculo, como uma cerca elétrica, ou para alcançar um certa área que normalmente seja muito alta.
Essencial para a resolução de quebra-cabeças, a capacidade de ler anotações escritas que estão espalhadas na mina pelos seus habitantes anteriores, na grande maioria das vezes oferecem pistas ou soluções sobre como atravessar uma determinada área, além de fornecer algumas respostas a respeito da história do jogo e também desenvolvimento de personagens. O jogador também tem acesso a um caderno onde são registradas informações importantes como notas de lembrete e objetivos a serem cumpridos.

## Enredo
O jogo se passa no ano de 2001,[carece de fontes?] Penumbra: Overture segue a história de Philip, um físico de trinta anos, cuja mãe faleceu recentemente. Depois de receber uma carta misteriosa de seu pai supostamente morto, Philip segue uma série de pistas que o levam até um local misterioso no extremo norte desabitado da Groenlândia. O frio severo o força a se refugiar em uma mina abandonada. Infelizmente, a entrada da mina entra em colapso quando ele entra, e acaba sendo forçado a adentrar o local abandonado. Dentro da mina, Philip descobre extratos de diários escritos por um cientista de algum tipo, que estava sozinho e, gradualmente, recorreu a comer aranhas que habitavam as cavernas como uma fonte de alimento alternativa à medida que seus suprimentos diminuíam.
A pessoa desconhecida também descreve a descoberta de uma toxina psicoativa nas aranhas e deduziu que, após oito meses de consumi-las na mina, estava começando a ter um efeito sobre ele, fisicamente. Philip também começa a receber mensagens de rádio de Tom "Red" Redwood, um homem irritado por estar em cativeiro para se proteger dos perigos da mina. Red promete que, caso seja encontrado, ele fornecerá respostas para Philip. O jogo segue Philip enquanto ele desce cada vez mais profundamente nas minas em busca de Red, ao mesmo tempo em que vai descobrindo os segredos dos habitantes anteriores e atuais da mina.
Philip rapidamente descobre que a mina é habitada por um ecossistema de animais anormalmente grandes e hostis: cachorros, aranhas e minhocas de tamanho colossal, entre outros. Cartas abandonadas e vários papéis dispersos encontrados em toda a mina indicam que uma sociedade secreta estava estudando alguns fenômenos incomuns dentro das minas.
Seguindo pistas e resolvendo vários enigmas, Philip eventualmente chega em área profunda dentro da mina onde Red está esperando por ele. Red espera dentro de um incinerador onde ele implora a Philip para matá-lo. Sem outra opção, Philip ativa o incinerador e entre as cinzas de Red, ele encontra itens necessários para progredir até uma nova área da mina que é identificada como "O Abrigo". Uma vez lá dentro, Philip percebe o que parece ser um ser humano observando-o de longe. Philip se aproxima da figura, mas a iluminação de repente se extingue e ele acaba sendo imobilizado e arrastado.

## Desenvolvimento
Penumbra: Overture baseia-se no jogo anterior da Frictional Games, Penumbra, uma curta demonstração da tecnologia do jogo que demonstra a capacidade do motor HPL Engine 1 da empresa.
Os desenvolvedores admitiram terem realizado modificações significativas no motor original para acomodar os gráficos tridimensionais deste jogo: "O motor foi construído a partir de um mecanismo criado ao fazermos um trabalho de tese que resultou no jogo de plataforma Energetic. Antes de convertê-lo para três dimensões fizemos algumas limpezas no motor (que foi bastante apressada em alguns lugares) e começamos a adicionar uma base para a renderização em 3D. Não diria que o mecanismo 2D original foi modificado para adicionar o 3D, mas uma camada 3D foi adicionada para que todos o material 2D ainda estivesse disponível. Ainda é possível fazer um jogo de azulejos 2D utilizando nosso motor."
Ainda que inicialmente o jogo se destinasse a ser um produto comercial, a demonstração Penumbra foi extremamente bem recebida, o que levou a Frictional a desenvolvê-lo em um jogo completo.

## Lançamento
O primeiro episódio da série Penumbra foi lançado em 30 de março de 2007, através de vários sites de distribuição digital. O jogo foi lançado simultaneamente em uma edição em caixa no Reino Unido, e o lançamento em caixa nos Estados Unidos foi enviado aos varejistas em 8 de maio de 2007. Em 25 de maio de 2007, a versão completa do jogo para o Linux foi lançada na loja de jogos da Frictional.
Além disso, o jogo ficou disponível no GameTap em 4 de outubro de 2007. Em 10 de janeiro de 2008, a versão completa do Mac OS X foi lançada no fórum oficial da Frictional Games para arquiteturas PowerPC e Intel. Em 6 de março de 2009, a Paradox Interactive lançou Penumbra: Overture em uma edição de colecionador juntamente com Penumbra: Black Plague e Penumbra: Requiem. O jogo ficou disponível na loja Steam em 7 de março de 2009.
Overture foi lançada como parte do Humble Indie Bundle e, quando o Bundle arrecadou mais de US$ 1 milhão, o código-fonte do jogo foi lançado como código aberto. A Frictional Games também hospedou um fórum dedicado em seu site onde as pessoas podem discutir o código e quaisquer projetos baseados em torno dele.

## Recepção da crítica
Penumbra: Overture recebeu críticas predominantemente favoráveis, porém também foi criticado em várias frentes, especialmente pelo seu sistema de combate ser, às vezes, bastante imprevisível e também pelos elementos de história confusos ou mal implementados, o que fez a Eurogamer comentar que o jogo "teria feito melhor se dependesse de ser assustador por conta própria ao invés de tentar criar uma atmosfera artificial batendo sobre um personagem, não temos motivos reais para nos preocuparmos, algo sobre o pai, o destino e os mineiros escrevendo notas estupidamente longas para si mesmos sobre suas iminentes mortes horríveis". No entanto, ele elogiou o personagem Red, afirmando que ele era "o elemento mais convincente da narrativa e atuou maravilhosamente". O GameSpot comentou em sua análise sobre o combate, dizendo que as lutas são muitas vezes "tão frenéticas que é quase impossível controlar seus movimentos" e que "teria sido muito mais sensível se a câmera se encaixasse e se movesse com inimigos". No entanto, observou que isso também ajudou a diferenciar Penumbra: Overture dos títulos mais orientados a ação, dizendo que o "resultado final de um combate difícil é que você se sente como um Joe mediano que quer evitar cachorros zumbis com olhos brilhantes, e não um super-homem dos jogos eletrônicos que faz pilhas de cães mortos com um pedaço de madeira".
Apesar de falhas aparentes, o jogo foi amplamente elogiado pela sua atmosfera inquietante e assustadora, com o Adrenaline Vault decidindo que "todo elemento no jogo está orientado para definir um humor sombrio e assustador. Na ocasião, você se sentirá indefenso, oprimido, culpado e assustado. Penso que isso é auxiliado, ao invés de dificultado, pela escolha do desenvolvedor de manter as lutas físicas intermitentes e menos sangrentas do que em muitos outros jogos de terror. O resultado é uma sensação de solidão deprimente, com o conhecimento perturbador que você não está sozinho". A abordagem do jogo para a resolução de quebra-cabeças também foi geralmente bem recebida, com o Worth Playing afirmando que "o esquema de controle adiciona um toque interessante ao jogo e ajuda com a imersão", embora o GameZone, em sua análise do jogo, queixou-se de que "às vezes ter que interagir com as coisas dessa maneira levam a problemas, como quando as ações necessárias eram difíceis de realizar". E enquanto os valores da produção do jogo eram menores do que os demais títulos da aventura lançados na mesma época, a Adventure Gamers observou que, "para um projeto independente de uma equipe de quatro pessoas, o jogo parece ótimo, apesar de algumas texturas de má qualidade", e declarou que os efeitos sonoros do jogo "ajudam a definir o tom de humor" e que são "realistas e contraditórios".

Muitas das críticas dirigidas à Penumbra: Overture foram levadas em consideração durante o desenvolvimento do episódio seguinte, Penumbra: Black Plague. Tais mudanças incluíram a remoção dos cães e outros inimigos relacionados ao combate, além de se afastar um pouco da dependência de anotações escritas. O sistema de combate também foi completamente descartado e o sistema de física foi levemente retrabalhado, levando o jogo a ser ainda mais voltado a mecânicas de stealth do que o seu antecessor. Black Plague recebeu críticas um pouco mais positivas do que seu antecessor, e seu design foi, em sua maior parte, reutilizado com apenas algumas adições em Amnesia: The Dark Descent, o jogo sucessor espiritual da série Penumbra, também desenvolvido pela Frictional, que foi lançado em 2010 e amplamente aclamado pela crítica.